# The Black Stallion (film)
The Black Stallion is een Amerikaanse familiefilm uit 1979 geregisseerd door Carroll Ballard. De productie is gebaseerd op het boek De Zwarte Hengst, geschreven door Walter Farley. De film werd genomineerd voor twee Oscars, een voor de montage en de andere voor Mickey Rooney's bijrol. De muziek van de film werd genomineerd voor een Golden Globe.
The Black Stallion kreeg vervolgen in de vorm van The Black Stallion Returns (1983) en Young Black Stallion (2003). Tevens liep er tussen 1990 en 1993 een spin-offserie op televisie genaamd Adventures of the Black Stallion. De film werd in 2002 opgenomen in het National Film Registry.

## Verhaal
De jonge Alec Ramsey bevindt zich in 1945 met zijn vader aan boord van een cruiseschip dat langs de kust van Afrika vaart. Wanneer hij het schip aan het verkennen is, ziet hij ineens een wilde zwarte hengst. Hij is hiervan zo onder de indruk dat hij het paard stiekem suikerklontjes gaat voeren, maar de Arabische eigenaar is daar niet blij mee. Hij bedreigt Alec eerst in een taal die hij niet begrijpt en stuurt hem vervolgens weg. Later die avond verdeelt de vader van Alec met hem de buit van het pokeren. Alec krijgt van zijn vader een zakmes en een klein paardje, dat het paard dat Alexander de Grote van zijn vader kreeg moet voorstellen. Die nacht komt er vanuit het niets een flinke storm op. Iedereen moet naar het dek van het schip, waar door alle drukte en rumoer Alec zijn vader uit het oog verliest. Daarop slaat hij overboord terwijl het schip zinkt.
Alec spoelt aan in een landschap dat bestaat uit woestenij en rotsen, waar hij zich in een grot verschuilt en van zeewier leeft. Een van de volgende dagen hoort hij een geluid, waar hij nieuwsgierig op af gaat. Aangekomen ontdekt hij de zwarte hengst, die met de touwen waarmee hij op het schip werd vastgehouden klem zit tussen de rotsen. Alec snijdt de touwen door, waarop het paard ervandoor gaat. Hij probeert de hengst te volgen, ploft verhit van de zon neer en valt in een diepe slaap. Hij wordt wakker van een sissend geluid, dat van een cobra blijkt te komen die net voordat hij Alec aanvalt, wordt verstampt door de zwarte hengst. De volgende dagen maakt Alec de hengst tam, tot op het punt dat hij deze kan berijden zonder angst eraf gegooid te worden.
Op een dag komt er een bootje aan op het strand, dat Alec en de hengst redt. Samen gaan ze bij Alecs alleenwonende moeder wonen. Zijn vader is omgekomen in de storm. De hengst vindt het echter niet fijn in de krappe achtertuin en neemt bij de eerste mogelijkheid die hij krijgt de benen en rent de stad door. Als Alec naar hem op zoek gaat, komt hij terecht in de stal van Henry Dailey, die de hengst gevangen heeft. Deze spreekt met Alec af dat de hengst in zijn stal mag blijven slapen, als Alec deze schoonhoudt en het paard goed verzorgt. Op een van die dagen vindt Alec een oud kantoor achter in de stal, waarin te zien is dat Dailey vroeger paardentrainer was. Hij vraagt Dailey of hij zijn hengst wil trainen. Wanneer deze dit probeert, blijkt het dier recordsnelheden te bereiken. Dailey laat dan de hoofdsponsoren overkomen om de hengst een plaats te bezorgen in een wedstrijd tussen de twee wereldkampioenen. Tijdens de wedstrijd is Alec de jockey, maar wel vermomd om te verbergen dat hij nog een kind is. Hoewel de start moeizaam gaat, weet hij uiteindelijk iedereen te verslaan.

## Rolverdeling
| Acteur          | Personage    |
| --------------- | ------------ |
| Kelly Reno      | Alec Ramsey  |
| Hoyt Axton      | Alecs vader  |
| Teri Garr       | Alecs moeder |
| Mickey Rooney   | Henry Dailey |
| Clarence Muse   | Snoe         |
| Michael Higgins | Neville      |
| Ed McNamara     | Jake         |
| Kristen Vigard  | Becky        |